# Zagrad pri Otočcu
Zagrad pri Otočcu este o localitate din comuna Novo mesto, Slovenia, cu o populație de 33 de locuitori.